# Romanus van Condat
De heilige Romanus van Condat (Boven-Bugey, ca. 390 – Abdij van Condat, 28 februari 460) was een Frans geestelijke. Toen hij 35 jaar was, verliet hij de wereld en wijdde zich aan God toe in het klooster van Ainai, hetwelk gelegen was bij de samenloop der rivieren Saône en Rhône. Nadat hij enige tijd in het klooster van Ainai had geleefd, wilde hij strengere boetvaardigheid doen en begaf zich te dien einde naar de berg Jura, gelegen tussen Bourgondië en Duitsland, bij de stad Aventum. Hij koos tot verblijfplaats een dal, met name condat of condasticone, omdat hij daar een grond vond die vruchtbaar scheen, en een bron en bomen die wilde vruchten voortbrachten. In deze eenzaamheid begaf hij zich tot een strenge arbeid, tot het gebed en de lezing van geestelijke boeken, die hij had meegebracht.
Zijn jongere broer, de H. Lupicinus, voegde zich bij hem. Samen leidden zij een monnikengemeenschap, waartoe ook de heilige Eugendus behoorde. Romanus en Lupicinus stichtten verschillende kloosters, zoals de abdij van Condat, waaruit later de stad Saint-Claude in de Jura zou groeien, Lauconne (later Saint-Lupicin omdat Lupicinus daar begraven werd), La Balme (of La Baume) (later Saint-Romain-de-Roche, gemeente Pratz), waar Romanus begraven werd, en Romainmôtier (Romanum monasterium) in het kanton Vaud in Zwitserland. Romanus werd in 444 priester gewijd in Arles door de H. Hilarius van Arles. 
Zijn feestdag is op 28 februari. Romanus is de patroonheilige van mensen met een geestelijke handicap.